# Liste der Mitglieder des Hessischen Landtags (1. Wahlperiode)
Diese Liste gibt einen Überblick über alle Mitglieder des Hessischen Landtags in der 1. Wahlperiode (1. Dezember 1946 bis 30. November 1950).

## Präsidium
- Präsident:
 Otto Witte (SPD)
- Vizepräsidenten:
 Cuno Raabe (CDU)
 Otto Friedrich Kredel (LDP)

## Zusammensetzung
Nach der Landtagswahl 1946 setzte sich der Landtag wie folgt zusammen:
| Fraktion | Sitze |
| -------- | ----- |
| SPD      | 38    |
| CDU      | 28    |
| LDP      | 14    |
| KPD      | 10    |
| gesamt   | 90    |

## Fraktionsvorsitzende
- SPD-Fraktion
 Rudolf Freidhof bis 16. Juli 1947
 Albert Wagner 16. Juli 1947 bis 9. November 1949
 Ludwig Bodenbender ab 9. November 1949
- CDU-Fraktion
 Erich Köhler bis 18. Juni 1947
 Heinrich von Brentano 18. Juni 1947 bis 11. Oktober 1949
 Georg Stieler ab 11. Oktober 1949
- LDP-Fraktion
 August-Martin Euler bis 26. Juni 1947
 Karl Theodor Bleek ab 26. Juni 1947
- KPD-Fraktion
 Leo Bauer  bis 30. Juni 1949
 Ludwig Keil ab 1. Juli 1949

## Abgeordnete
| Name                                | *    | †    | Fraktion | Wahlkreis      | Veränderung                                                                     |
| ----------------------------------- | ---- | ---- | -------- | -------------- | ------------------------------------------------------------------------------- |
| Heinrich Achenbach                  | 1881 | 1966 | CDU      | Landesliste    |                                                                                 |
| Georg Ackermann                     | 1897 | 1964 | SPD      | Wahlkreis III  | eingetreten am 9. Februar 1949 für Abg. Dengler                                 |
| Wilhelm Apel                        | 1905 | 1969 | SPD      | Wahlkreis XI   | ausgeschieden am 30. April 1950                                                 |
| Karl Appelmann                      | 1915 | 2015 | SPD      | Wahlkreis II   |                                                                                 |
| Josef Arndgen                       | 1894 | 1966 | CDU      | Landesliste    | ausgeschieden am 30. Juni 1949                                                  |
| Wilhelm Arnoul                      | 1893 | 1964 | SPD      | Wahlkreis II   |                                                                                 |
| Leo Bauer                           | 1912 | 1972 | KPD      | Wahlkreis XI   | ausgeschieden am 30. Juni 1949                                                  |
| Wilhelm Bauer                       | 1890 | 1965 | CDU      | Landesliste    | eingetreten am 15. Februar 1948 für Abg. Siara                                  |
| Max Becker                          | 1888 | 1960 | LDP      | Landesliste    | ausgeschieden am 9. Dezember 1949                                               |
| Ludwig Bergsträsser                 | 1883 | 1960 | SPD      | Wahlkreis I    | ausgeschieden am 19. Oktober 1949                                               |
| Karl Theodor Bleek                  | 1898 | 1969 | LDP      | Wahlkreis IX   |                                                                                 |
| Ludwig Bodenbender                  | 1891 | 1962 | SPD      | Wahlkreis XV   |                                                                                 |
| Heinrich von Brentano               | 1904 | 1964 | CDU      | Wahlkreis I    | ausgeschieden am 24. Oktober 1949                                               |
| Wilhelm Brübach                     | 1909 | 2003 | SPD      | Wahlkreis VIII |                                                                                 |
| Georg Buch                          | 1903 | 1995 | SPD      | Wahlkreis XIII |                                                                                 |
| Emil Carlebach                      | 1914 | 2001 | KPD      | Landesliste    |                                                                                 |
| Friedrich Caspary                   | 1901 | 1978 | SPD      | Wahlkreis XI   | ausgeschieden am 8. Januar 1948                                                 |
| Fritz Catta                         | 1886 | 1968 | LDP      | Wahlkreis VI   |                                                                                 |
| Wilhelm Dengler                     | 1889 | 1951 | SPD      | Wahlkreis III  | ausgeschieden am 9. Februar 1949                                                |
| Karl Diez                           | 1882 | 1964 | KPD      | Landesliste    |                                                                                 |
| Alfred Dingeldey                    | 1894 | 1949 | CDU      | Wahlkreis II   | verstorben am 15. Januar 1949                                                   |
| Karl Drott                          | 1906 | 1971 | SPD      | Landesliste    |                                                                                 |
| August-Martin Euler                 | 1908 | 1966 | LDP      | Landesliste    | ausgeschieden am 26. Juni 1947                                                  |
| Heinrich Fassbender                 | 1899 | 1971 | LDP      | Wahlkreis VIII | ausgeschieden am 12. Februar 1948                                               |
| Walter Fisch                        | 1910 | 1966 | KPD      | Wahlkreis II   | ausgeschieden am 27. September 1949                                             |
| Heinrich Fischer                    | 1895 | 1973 | SPD      | Wahlkreis XII  |                                                                                 |
| Nikolaus Fleckenstein               | 1906 | 1979 | CDU      | Wahlkreis XI   |                                                                                 |
| Rudolf Freidhof                     | 1888 | 1983 | SPD      | Wahlkreis VI   | ausgeschieden am 5. Oktober 1949                                                |
| August Fricke                       | 1880 | 1965 | SPD      | Wahlkreis VI   | eingetreten am 11. Oktober 1949 für Abg. Freidhof                               |
| Karl Gaul                           | 1889 | 1972 | LDP      | Wahlkreis XV   |                                                                                 |
| Erich Germershausen                 | 1906 | 1990 | LDP      | Wahlkreis VIII | eingetreten am 2. März 1948 für Abg. Fassbender                                 |
| Heinrich Glücklich                  | 1877 | 1971 | LDP      | Wahlkreis XIII |                                                                                 |
| Jakob Göbel                         | 1887 | 1979 | SPD      | Wahlkreis X    |                                                                                 |
| Kurt Göbel                          | 1900 | 1983 | LDP      | Landesliste    |                                                                                 |
| Franz Gondolf                       | 1910 | 1968 | KPD      | Wahlkreis II   | eingetreten am 5. Oktober 1949 für Abg. Fisch                                   |
| Erich Großkopf                      | 1903 | 1977 | CDU      | Wahlkreis XV   |                                                                                 |
| Ferdinand Grün                      | 1886 | 1968 | CDU      | Wahlkreis XIII |                                                                                 |
| Adam Günderoth                      | 1893 | 1964 | CDU      | Wahlkreis III  |                                                                                 |
| Konrad Gumbel                       | 1886 | 1962 | SPD      | Wahlkreis IV   |                                                                                 |
| Richard Hammer                      | 1897 | 1969 | LDP      | Landesliste    | ausgeschieden am 9. Dezember 1949                                               |
| Jean Christoph Harth                | 1882 | 1956 | SPD      | Wahlkreis I    | eingetreten am 27. Oktober 1949 für Abg. Bergsträßer                            |
| Vitus Heinze                        | 1909 | 1988 | CDU      | Wahlkreis IX   | eingetreten am 3. Mai 1949 für Abg. Ruhl                                        |
| Leonhard Heißwolf                   | 1880 | 1957 | SPD      | Wahlkreis XI   |                                                                                 |
| Eugen Helfrich                      | 1894 | 1968 | CDU      | Wahlkreis XI   |                                                                                 |
| Werner Hilpert                      | 1897 | 1957 | CDU      | Wahlkreis XIV  | ausgeschieden am 7. Januar 1947                                                 |
| Peter Horn                          | 1891 | 1967 | CDU      | Wahlkreis XI   | eingetreten am 22. Januar 1950 für Abg. Oswalt, ausgeschieden am 30. Juni 1950  |
| Jakob Husch                         | 1875 | 1950 | CDU      | Landesliste    | verstorben am 26. Oktober 1950                                                  |
| Hans Ilau                           | 1901 | 1974 | LDP      | Wahlkreis XI   |                                                                                 |
| Eduard Jäger                        | 1894 | 1970 | CDU      | Wahlkreis XIV  |                                                                                 |
| Karl Kanka                          | 1904 | 1974 | CDU      | Wahlkreis II   |                                                                                 |
| Ludwig Keil                         | 1896 | 1952 | KPD      | Wahlkreis I    |                                                                                 |
| Peter Keller                        | 1906 | 1985 | CDU      | Wahlkreis II   | eingetreten am 5. Februar 1949 für Abg. Dingeldey                               |
| Heinz Kitz                          | 1907 | 1971 | CDU      | Wahlkreis III  | eingetreten am 17. November 1949 für Abg. Steinmetz                             |
| Wilhelm Knothe                      | 1888 | 1952 | SPD      | Landesliste    | ausgeschieden am 30. September 1949                                             |
| Erich Köhler                        | 1892 | 1958 | CDU      | Wahlkreis XIII | ausgeschieden am 1. Juni 1947                                                   |
| Otto Köth                           | 1904 | 1981 | SPD      | Wahlkreis IV   |                                                                                 |
| Otto Friedrich Kredel               | 1891 | 1974 | LDP      | Landesliste    |                                                                                 |
| Fritz Kreß                          | 1896 | 1960 | SPD      | Wahlkreis V    |                                                                                 |
| Heinrich Kreß                       | 1902 | 1985 | CDU      | Wahlkreis XII  |                                                                                 |
| Jakob Kriegseis                     | 1885 | 1968 | SPD      | Wahlkreis XI   | eingetreten am 9. Februar 1948 für Abg. Caspary                                 |
| Paul Krüger                         | 1903 | 1990 | KPD      | Landesliste    |                                                                                 |
| Ernst Landgrebe                     | 1878 | 1955 | LDP      | Wahlkreis XI   |                                                                                 |
| Anton Lux                           | 1878 | 1953 | SPD      | Landesliste    |                                                                                 |
| Alois Marx                          | 1900 | 1979 | CDU      | Wahlkreis I    | eingetreten am 20. November 1949 für Abg. von Brentano                          |
| Richard Graf Matuschka-Greiffenclau | 1893 | 1975 | CDU      | Wahlkreis XIII | eingetreten am 4. Juli 1947 für Abg. Köhler                                     |
| Erika Menne                         | 1908 | 1991 | LDP      | Wahlkreis VII  |                                                                                 |
| Ludwig Metzger                      | 1902 | 1993 | SPD      | Landesliste    |                                                                                 |
| Kurt Moosdorf                       | 1884 | 1956 | SPD      | Wahlkreis V    |                                                                                 |
| Maria Moritz                        | 1892 | 1957 | KPD      | Landesliste    |                                                                                 |
| Oskar Müller                        | 1896 | 1970 | KPD      | Landesliste    | ausgeschieden am 30. September 1949                                             |
| Martin Nischalke                    | 1882 | 1962 | SPD      | Wahlkreis XIV  |                                                                                 |
| Hans Nitsche                        | 1893 | 1962 | SPD      | Landesliste    | eingetreten am 11. Oktober 1949 für Abg. Knothe                                 |
| August Oswalt                       | 1892 | 1983 | CDU      | Wahlkreis XI   | ausgeschieden am 7. Januar 1950                                                 |
| Karl Gottfried Philipp              | 1896 | 1968 | CDU      | Wahlkreis IV   |                                                                                 |
| Elisabeth Pitz                      | 1906 | 1996 | CDU      | Landesliste    |                                                                                 |
| Fritz Precht                        | 1883 | 1951 | SPD      | Wahlkreis VI   |                                                                                 |
| Cuno Raabe                          | 1888 | 1971 | CDU      | Wahlkreis X    |                                                                                 |
| Heinrich Rademacher                 | 1908 | 1984 | KPD      | Landesliste    |                                                                                 |
| Karl Reitz                          | 1887 | 1980 | CDU      | Wahlkreis IX   | ausgeschieden am 22. Oktober 1947                                               |
| Jakob Renneisen                     | 1899 | 1973 | KPD      | Landesliste    | eingetreten am 20. Oktober 1950 für Abg. Willmann                               |
| Karl Rieser                         | 1902 | 1957 | CDU      | Wahlkreis V    |                                                                                 |
| Aloys Rink                          | 1881 | 1971 | SPD      | Wahlkreis II   |                                                                                 |
| Siegfried Ruhl                      | 1870 | 1962 | CDU      | Wahlkreis IX   | eingetreten am 7. November 1947 für Abg. Reitz, ausgeschieden am 30. April 1949 |
| Heinrich Rupp                       | 1888 | 1972 | SPD      | Wahlkreis XII  |                                                                                 |
| Gerhard Salzer                      | 1912 | 1989 | LDP      | Landesliste    | eingetreten am 9. Dezember 1949 für Abg. Becker                                 |
| Nikolaus Schiergens                 | 1899 | 1961 | LDP      | Landesliste    | eingetreten am 9. Dezember 1949 für Abg. Hammer                                 |
| Charlotte Schiffler                 | 1909 | 1992 | CDU      | Wahlkreis XI   | eingetreten am 3. Juli 1950 für Abg. Horn                                       |
| Karl Josef Schlitt                  | 1883 | 1960 | CDU      | Landesliste    | eingetreten am 17. November 1949 für Abg. Arndgen                               |
| Konrad von der Schmitt              | 1887 | 1951 | KPD      | Landesliste    | eingetreten am 15. Oktober 1949 für Abg. Müller                                 |
| Heinrich Schneider                  | 1905 | 1980 | SPD      | Wahlkreis IX   |                                                                                 |
| Elisabeth Selbert                   | 1896 | 1986 | SPD      | Landesliste    |                                                                                 |
| Walter Siara                        | 1899 | 1959 | CDU      | Landesliste    | ausgeschieden am 12. Februar 1948                                               |
| Johanna Spangenberg                 | 1894 | 1979 | SPD      | Wahlkreis XI   |                                                                                 |
| Erwin Stein                         | 1903 | 1992 | CDU      | Landesliste    |                                                                                 |
| Hans Steinmetz                      | 1908 | 1987 | CDU      | Wahlkreis III  | ausgeschieden am 31. Oktober 1949                                               |
| Georg Stetefeld                     | 1883 | 1966 | LDP      | Landesliste    |                                                                                 |
| Georg Stieler                       | 1886 | 1955 | CDU      | Wahlkreis X    |                                                                                 |
| Christian Stock                     | 1884 | 1967 | SPD      | Wahlkreis I    |                                                                                 |
| Grete Teege                         | 1893 | 1959 | SPD      | Wahlkreis XI   | eingetreten am 13. Mai 1950 für Abg. Apel                                       |
| Hermann Tilemann                    | 1887 | 1953 | CDU      | Wahlkreis VII  |                                                                                 |
| Eduard Trabert                      | 1890 | 1969 | CDU      | Wahlkreis VI   |                                                                                 |
| Friedrich Ulm                       | 1881 | 1956 | LDP      | Landesliste    | eingetreten am 4. Juli 1947 für Abg. Euler                                      |
| Georg Völker                        | 1887 | 1970 | SPD      | Wahlkreis VII  |                                                                                 |
| Else Voos                           | 1913 | 1970 | SPD      | Wahlkreis XIII |                                                                                 |
| Joseph Wagenbach                    | 1900 | 1980 | CDU      | Wahlkreis XIV  | eingetreten am 1. Februar 1947 für Abg. Hilpert                                 |
| Albert Wagner                       | 1885 | 1974 | SPD      | Wahlkreis XV   |                                                                                 |
| Hermann Weidemann                   | 1887 | 1961 | SPD      | Wahlkreis VI   |                                                                                 |
| Heinrich Weiss                      | 1893 | 1966 | SPD      | Wahlkreis XIV  |                                                                                 |
| Karl Willmann                       | 1908 | 1976 | KPD      | Landesliste    | ausgeschieden am 26. September 1950                                             |
| Otto Witte                          | 1884 | 1963 | SPD      | Landesliste    |                                                                                 |
| Heinrich Wittich                    | 1891 | 1956 | CDU      | Landesliste    |                                                                                 |
| Ludwig Wittmann                     | 1898 | 1972 | KPD      | Wahlkreis XI   | eingetreten am 19. August 1949 für Abg. Leo Bauer                               |
| Christian Wittrock                  | 1882 | 1967 | SPD      | Landesliste    |                                                                                 |
| Willi Wittrock                      | 1898 | 1966 | SPD      | Wahlkreis VIII |                                                                                 |
| Heinrich Zinnkann                   | 1885 | 1973 | SPD      | Landesliste    |                                                                                 |

Bezüglich der Wahlkreiseinteilung siehe: Liste der Landtagswahlkreise in Hessen.